# Hirschfeldia incana
Genre
Espèce
Classification phylogénétique
Hirschfeldia incana, qui a pour nom commun Hirschfeldie blanchie, Roquette bâtarde, Moutarde blanche, Hirschfeldie blanche, Hirschfeldie grisâtre, est une espèce de plante à fleurs de la famille des Brassicaceae et du genre Hirschfeldia, la seule de son genre.

## Description
La moutarde blanche est une plante herbacée annuelle ou bisannuelle qui atteint une hauteur de 20 à 100 centimètres. La tige est peu ramifiée et porte des poils vers l'arrière. Parmi les feuilles poilues grises, les inférieures sont en forme de lyre pennées à lobées à tranchées, avec deux à cinq paires de sections de feuilles et un grand lobe terminal.
La période de floraison s'étend de mai à octobre. L'inflorescence initialement en grappe est ensuite allongée comme une tige. Les fleurs hermaphrodites sont quadruples avec un double périanthe. Les quatre pétales sont jaune pâle.
Les pédoncules des fruits mesurent de 2 à 4 mm de long et s'épaississent en forme de massue à maturité. Les gousses dressées, portantes ou pressées mesurent de 8 à 15 mm de long ; son rostrum mesure 4 à 7 mm de long et est aussi épais que la gousse.

## Répartition
L'aire de répartition de la moutarde blanche s'étend du bassin méditerranéen vers l'est jusqu'au sud de la Russie, l'Asie Mineure, l'Iran et l'Irak ; dans les zones plus chaudes, c'est un néophyte presque dans le monde entier. En Europe centrale, elle se présente de manière sporadique et incohérente.
En Europe centrale, dans les régions au climat chaud, elle habite les friches peu envahies, les bords de routes ou les champs de trèfles où elle a besoin d'un sol sablonneux ou limoneux.

## Parasitologie
La fleur a pour parasites Contarinia nasturtii et Gephyraulus raphanistri. Le fruit a pour parasites Brachycarenus tigrinus, Euchloe crameri, Euchloe belemia, Asphondylia stefanii (sv). La feuille a pour parasites Pieris brassicae, Phyllotreta nemorum, Cnephasia incertana (en), Bemisia tabaci, Myzus persicae, Erysiphe cruciferarum, Leveillula taurica (en), Ceutorhynchus chalibaeus (pt), Liriomyza brassicae, Liriomyza strigata (sv), Liriomyza xanthocera (sv), Ceutorhynchus minutus (pt), Scaptomyza flava, Plutella xylostella, Albugo candida, Brevicoryne brassicae, Lipaphis erysimi, Hyaloperonospora erucastri. La racine a pour parasites Phyllotreta nigripes (nl), Psylliodes cuprea (sv), Phyllotreta variipennis (pt). Le collet a pour parasite Plasmodiophora brassicae. La tige a pour parasites Melanobaris quadraticollis, Psylliodes chrysocephala, Ceutorhynchus quadridens, Ditylenchus dipsaci.